# Oliver Stuenkel
Oliver Stuenkel (Düsseldorf, 1982) é professor associado e pesquisador de relações internacionais. 
Graduado pela Universidade de Valência, na Espanha, é mestre em Políticas Públicas pela Kennedy School of Government de Harvard University, onde foi McCloy Scholar, e doutor em Ciência Política pela Universidade de Duisburg-Essen, na Alemanha. Atualmente trabalha como professor adjunto de Relações Internacionais da Fundação Getulio Vargas, em São Paulo, responsável por coordenar a Escola de Ciência Sociais (CPDOC)  da instituição. Sua pesquisa lida com geopolítica e potências emergentes, especificamente Brasil, Índia e China, analisando seus impactos sobre a governança global. 
É autor dos livros IBSA: The rise of the Global South? (2014, Routledge), The BRICS and the Future of Global Order (2015, Lexington) e Post-Western World: How Emerging Power Are Remaking Global Order (2016, Polity).
Entre suas outras publicações, pode-se citar: Rising Powers and the Future of Democracy Promotion (Third World Quarterly), The BRICS and the Future of R2P: Was Syria or Libya the Exception? (Global R2P), Emerging Powers and Status: The Case of the First BRICs Summit (Asian Perspective) e The Financial Crisis, Contested Legitimacy and the Genesis of intra-BRICS Cooperation (Global Governance). Stuenkel também é autor de Institutionalizing South – South Cooperation: Towards a New Paradigm?, apresentado para o High-Level Panel on the Post-2015 Development Agenda, das Nações Unidas.
Foi professor visitante na Universidade de São Paulo e na Escola de Estudos Internacionais da Universidade Jawaharlal Nehru (JNU), em Nova Deli. Fez parte da delegação brasileira nos encontros track II, em Nova Deli, Chongqing e Moscou em preparação para a quarta, a quinta e a sétima cúpula do grupo BRICS.
Além de sua pesquisa acadêmica, escreve artigos de opinião para jornais como o The New York Times, Global Times (China), Today's Zaman (Turquia), Mail & Guardian (África do Sul), Times of India, The Asian Age, The Hindu (Índia), El País, Folha de S.Paulo, Valor Econômico, O Globo e O Estado de S. Paulo. Comenta, com frequência, o cenário político internacional na Globonews, além de canais internacionais como BBC, CNN em Español e ZDF. Tem participação regular dos principais encontros geopolíticos do mundo, como o Munich Security Conference (MSC), que reúne Ministros da Defesa e das Relações Internacionais, bem como thought leaders.
Oliver é colunista do Estado de São Paulo, da revista Americas Quarterly e pesquisador não-residente no Carnegie Endowment for International Peace (CEIP) em Washington DC e no Instituto de Política Pública Global (GPPi) em Berlim.
Ele também promove palestras e assessoria em risco geopolítico para lideranças empresariais e equipes de multinacionais. Em suas palestras, costuma abordar temas como o impacto da Guerra da Ucrânia na geopolítica regional e brasileira, bem como das cadeias de produção, eleições brasileiras e internacionais (norte-americana, europeias), a relação da China com a América Latina, e a disputa de poder tanto política quanto tecnológica entre EUA e China, os impactos na economia brasileira, possíveis crises, desafios e oportunidades econômicas. 

## Obras selecionadas
- IBAS: Ascensão do Sul Global? (2014)
- BRICS e o Futuro da Ordem Global (2014)[8]
- India-Brazil-South Africa Dialogue Forum (IBSA): The Rise of the Global South (2014)
- Post-Western World: How Emerging Powers Are Remaking Global Order (2016)